# Sandholmen (Røst)
Pour les articles homonymes, voir Sandholmen.
Sandholmen est une petite île de Norvège située dans la commune de Røst dans la mer de Norvège. 